# Маттеоли, Альтеро
Альтерно Маттеоли (итал. Altero Matteoli; 8 сентября 1940, Чечина — 18 декабря 2017, Капальбио) — итальянский политик, министр инфраструктуры и транспорта (2008—2011).

## Биография
Начал политическую карьеру в рядах Итальянского социального движения в качестве близкого сподвижника видного деятеля пизанского отделения ИСД Беппе Николаи, занимал должность регионального секретаря в Тоскане. В 1994 году вступил в Национальный альянс и до января 1995 года занимал должность министра окружающей среды в первом правительстве Берлускони. В 2001 году был избран от одномандатного округа Лукки в Палату депутатов и с 11 июня 2001 по май 2006 года был министром окружающей среды и защиты земель во втором и третьем правительствах Берлускони. По итогам парламентских выборов 2006 года завоевал место в Сенате, где возглавил фракцию Национального альянса. В четвёртом правительстве Берлускони получил портфель министра инфраструктуры и транспорта (в бытность свою министром достиг соглашения о разработке проекта скоростной железной дороги Турин-Лион, а в декабре 2009 года выступил с инициативой об установлении максимальной скорости на автострадах 150 км/ч, осуждённой Итальянской ассоциацией членов семей и жертв дорожных аварий. 16 ноября 2013 года после самороспуска Народа свободы вступил в возрождённую партию Вперёд, Италия, а в марте 2014 года вошёл в её президиум. В том же 2014 году оказался в числе 100 подследственных по возбуждённому прокуратурой Венеции делу о злоупотреблениях при осуществлении проекта MOSE и 14 сентября 2017 года был осуждён судом первой инстанции на четыре года тюремного заключения.
18 декабря 2017 года, управляя своим BMW, погиб в автомобильной аварии близ Капальбио в Тоскане на старой дороге между Гроссето и Чивитавеккья, которая считается весьма опасной. С целью её разгрузки, будучи министром инфраструктуры и транспорта Маттеоли добивался строительства дороги из Ливорно в Чивитавекья.